# Jakob Edelstein
Jakob Edelstein (of Yaakov, Yacov, Jakub, Jacob Edelstein, Edlstein or Edelsteyn) (Horodenka (Galicië), 1903 – Auschwitz, 20 juni 1944) was een Tsjecho-Slowaakse zionist, sociaaldemocraat en de eerste voorzitter van de Joodse Raad in het getto Theresienstadt.

## Leven en werken

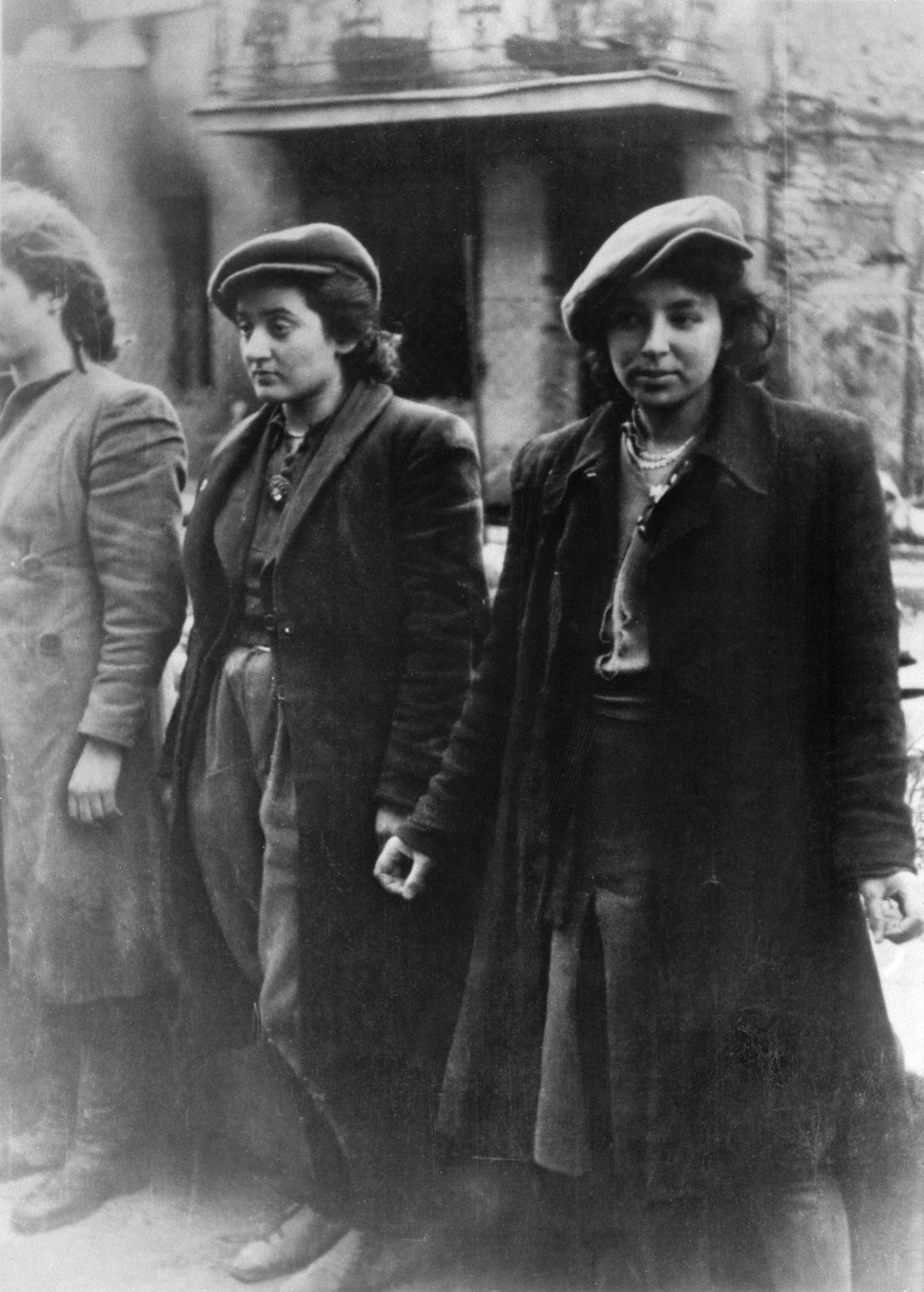
Gevangengenomen Hechalutzstrijders tijdens de Opstand in het getto van Warschau

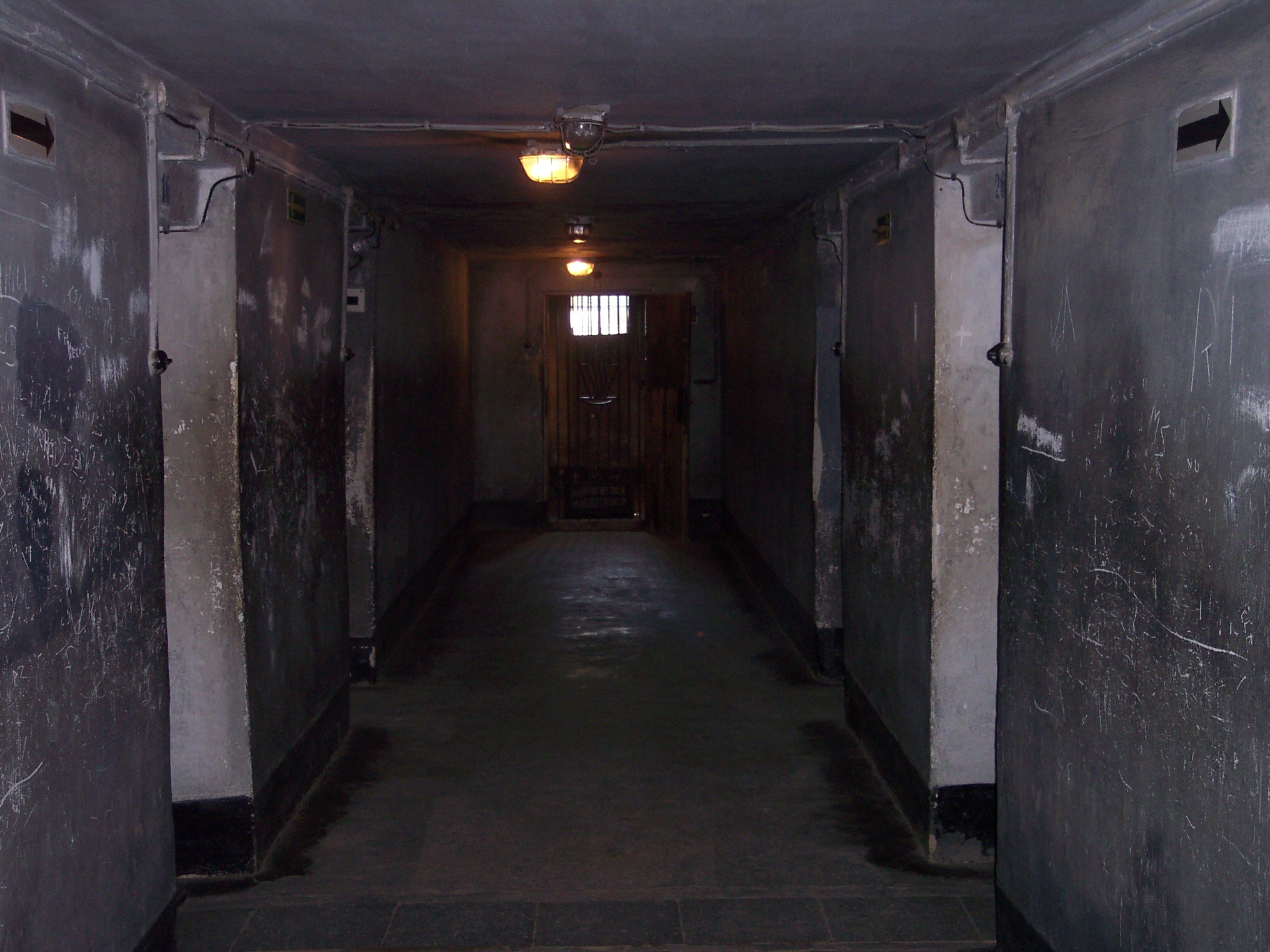
Todesblock 11

Jakob Edelstein is geboren in Horodenka, in die tijd in de Oostenrijks-Hongaarse Dubbelmonarchie gesitueerd, nu in de Oblast Ivano-Frankivsk, Oekraïne gelegen. Zijn ouders, Motl en Mattil Edelstein, waren vrome Asjkenazim die nog een dochter hadden Dora genaamd.
In 1915 ten tijde van de Eerste Wereldoorlog vluchtte zijn familie naar Brno in Moravië om aan een pogrom van het Russische leger tegen de Joden in Horondenka te ontkomen. Negen Joden werden in de hoofdstraat van het stadje opgehangen. Na de oorlog ging het gezin terug naar Horodenka, Jakob bleef in Brno achter om zijn studie aan de handelsschool af te maken. Na voltooiing van deze opleiding trok hij van Brno naar Teplitz in Noord-Bohemen om als handelsreiziger te werken. Edelstein werd er een actief lid van de Poale Zion en van de Sociaaldemocratische partij. Edelstein sloot zich in 1926 aan bij de zionistische jeugdorganisaties Techelet Lavan en Hechaluz, in de Tweede Wereldoorlog een verzetsbeweging. Namens de Techelet Lavan werd Edelstein in 1929 naar het hoofdkantoor van de Hechaluz afgevaardigd.
In 1927 verliet hij de partij en raakte twee jaar betrokken bij de Přátelé přírody, een (Sociaaldemocratische) organisatie van natuurvrienden. In 1929 werd Edelstein lid van de Histadrut (vakcentrale voor en nu in Israël) in Teplitz.
Jakob Edelstein trouwde in 1931 en verhuisde met zijn bruid Miriam naar Praag om voor het Palästina-Amt (Palestina-bureau van de Zionistische beweging) te werken. Daarvan werd hij in 1933 directeur tot aan het uitbreken van de Tweede Wereldoorlog. Tussendoor werkte hij in 1937 drie maanden bij de Keren Hajessod (een fondsenwervingsorganisatie) in het mandaatgebied Palestina.
Voordat de oorlog uitbrak hadden Edelstein en zijn gezin de mogelijkheid en de papieren om naar Eretz Israel te reizen, ze waren van plan zich in de Kibboets Givat Haim te vestigen, maar Edelstein koos ervoor om bij zijn mensen in Tsjecho-Slowakije te blijven.

### Tweede Wereldoorlog
Door de Duitse annexatie op 15 maart 1939 van het restant van Tsjecho-Slowakije belandde Edelstein in het Protectoraat Bohemen en Moravië en werd hij het verantwoordelijke aanspreekpunt van de Duitse bezetter ter zake de emigratie van Tsjecho-Slowaakse Joden naar Palestina. Daarvoor reisde Edelstein tussen 1939 en 1941, met toestemming van de Gestapo meerdere malen naar het buitenland om er contacten te leggen met Joodse functionarissen om informatie uit te wisselen, hiervoor bezocht hij Bratislava, Wenen, Berlijn en Genua. De Duitsers stonden toe dat hij en zijn plaatsvervanger Ing. Otto Zucker in 1939 Engeland en Palestina bezochten om de aankomst van Joodse vluchtelingen te helpen faciliteren. Om te voorkomen dat hij niet meer zou terugkeren moest zijn vrouw in Tsjecho-Slowakije blijven. Zelfs in de oorlog reisde Edelstein in 1940 naar Triëst om wegen te vinden om Tsjecho-Slowaakse Joden naar het buitenland te evacueren. Samen met zijn medewerker Richard Friedmann bezocht hij in maart 1941, op bevel van de SS, enkele weken Amsterdam om de lokale voorzitters van de Joodsche Raad, Abraham Asscher en David Cohen, over een administratief apparaat, zoals in Praag, tussen de Raad en de Zentralstelle für jüdische Auswanderung in Amsterdam te instrueren.
In het kader van het zogenaamde Nisko-und-Lublin-Plan werden Edelstein en Friedmann samen met ongeveer duizend andere Joodse mannen op 18 oktober 1939 vanuit Ostrava gedeporteerd naar Nisko, in het Joods reservaat van Lublin in het Generaal-Gouvernement. Nadat dit plan was mislukt keerde hij in november 1939 weer naar Praag terug.
Edelstein probeerde te verhinderen dat de Joden uit het Protectoraat Bohemen en Moravië naar Polen gedeporteerd zouden worden. Daarvoor stelde hij de Duitse bezetter keer op keer voor Tsjechische Joden als werkkrachten in het Protectoraat in te zetten.
was de gedachte achter Edelsteins politiek. De stichting van het getto Theresienstadt zag Edelstein daarom als een succes omdat hij en de andere Joodse leiders zich er niet van bewust waren dat Theresienstadt als doorgangskamp voor de vernietigingskampen gepland was.
Op 4 december 1941 werden Edelstein en zijn familie op bevel van het hoofd van de Zentralstelle für jüdische Auswanderung (Centraal bureau voor Joodse emigratie) in Praag, SS-Sturmbannführer Hans Günther in Theresienstadt gevangengezet. De kampcommandant SS-Obersturmführer Siegfried Seidl stelde hem gelijk aan tot de eerste Judenältester (leider van de Joden) van het getto Theresienstadt. Hij zat uit dien hoofde een twaalfkoppige Joodse raad voor. In het getto interesseerde Edelstein zich in het bijzonder voor de vorming van de jeugd.
Eind januari 1943 werd Edelstein als Judenältester door Paul Eppstein vervangen en werd diens eerste plaatsvervanger. Omdat er bij telling in het getto een verschil bleek tussen de geregistreerde en daadwerkelijk aanwezige gevangenen werd Edelstein op 9 november 1943 gearresteerd. Midden december 1943 werd hij naar het vernietigingskamp Auschwitz (concentratiekamp) gedeporteerd en in Block 11 van het Stammlager ondergebracht. Op 20 juni 1944 moest Jakob Edelstein bij de moord op zijn echtgenote Miriam en zijn zoon Ariel toekijken voordat hij zelf in het crematorium van de gaskamer werd doodgeschoten.

In juni 1947, ter gelegenheid van het drie-jaars yahrzeit van Jacob Edelsteins dood in Auschwitz, schreef Max Brod:

"And so a Jewish hero left this world, a man who up to the end did everything he possibly could and never gave up."

En zo heeft een Joodse held deze wereld verlaten, een man die tot het einde al het mogelijke heeft gedaan en nooit opgaf

Jakobs ouders Motl en Matil en zijn zuster Dora met haar man en twee kinderen zijn ook door de nazi's vermoord.